# GENDA GiGO Entertainment
株式会社GENDA GiGO Entertainment（ジェンダギーゴエンタテインメント、英: GENDA GiGO Entertainment Inc.）は、アミューズメント施設（ゲームセンター）などを運営する日本の企業。株式会社GENDAの完全子会社。かつてはセガサミーグループの一員であった。
本稿では2005年4月から2012年9月までにおける株式会社セガ直営時代のアミューズメント施設運営事業についても述べる。

## 概要
アミューズメント施設（ゲームセンター）を運営している企業では、2020年現在イオンファンタジー、バンダイナムコアミューズメントに次いで業界3位。この他にもアーケードゲーム機のレンタル業務も担当している。
2004年4月にセガの子会社として株式会社セガ ビーリンクを設立し、当初は株式会社セガ アミューズメントからダーツバー「Bee」、「BeeRUSH」、「KABURA」の運営を移管した上でを展開していた。セガ アミューズメント自体はセガ ビーリンク設立後もゲームセンターを中心に運営していたが、2005年4月に株式会社サミー・アミューズメントサービス共々セガに吸収合併されて再度セガ直営となった。
2012年10月に、セガからアミューズメント事業を吸収分割し、セガの子会社であった株式会社AGスクエアを吸収合併したと同時に株式会社セガ エンタテインメントに変更し、セガ及びAGスクエアのアミューズメント施設事業を継承した。
親会社であるセガホールディングスは2016年1月29日に、2014年5月から実施しているセガサミーグループの構造改革の一環として同年3月1日付でセガ エンタテインメントの会社分割を実施し、設立時からの事業であるダイニングダーツバー事業、ダーツアクセサリー等の販売事業を承継会社である株式会社ビーリンクへ吸収分割することを発表。同年3月1日にダイニングダーツバー事業、ダーツアクセサリー等の販売事業をビーリンクへ吸収分割したと同時に、「Bee」、「BeeRUSH」、「KABURA」の運営はビーリンクへ移管された。これにより、セガ エンタテインメントはゲームセンター事業並びにアーケードゲーム機のレンタル業務、「KidsBee」の運営に特化することになると同時に、セガサミーグループにおけるダーツ事業を行う企業は、2016年4月以降ダーツライブとハイブクリエーションの2社となる。
セガサミーホールディングスは2020年11月4日、新型コロナウイルスにより、2020年3月期において約9億円の最終赤字となったことや、2021年3月期第一四半期において約27億円の赤字を計上したことなどから、セガグループが保有する株式の内85.1%をGENDAへ同年12月30日付で譲渡することを発表。セガグループが保有していたセガ エンタテインメント株式85.1%は2020年12月30日付でGENDAへ0円で譲渡され、セガ エンタテインメントはGENDAの連結子会社となったと同時に、商号を株式会社GENDA SEGA Entertainmentへ変更した。株式譲渡の前日である12月29日にはセガとの間で、ALL.Netを2025年12月31日まで独立第三者間取引（セガと各オペレーター間の取引）により低廉な取引条件でALL.Netを利用可能とする契約を締結した。セガサミーホールディングスは、株式譲渡の他にも、セガ直営時代の2008年から2009年にかけて実施した大量閉店などの選択肢も検討していたが、最終的にセガ エンタテインメント株式のGENDAへの一部譲渡となった。里見治紀セガサミーホールディングス社長は同年11月6日に「セガサミーグループがこのまま店舗を所有し続けたとしても、将来的に大幅な店舗の削減を実施しなければならない」とコメントした。セガグループ（2021年4月以降はセガ）は残り14.9%の株式を保有する他、GENDA SEGA Entertainmentはセガサミーグループからセガブランドの貸与を受けるため、店舗名は従来通り維持される。
これに伴いセガサミーグループは、セガ直営時代の1965年から55年間続けてきた日本国内におけるアミューズメント施設運営事業から撤退したと同時に、セガ エンタテインメントはセガサミーグループから離脱した。セガグループはセガ エンタテインメント株式のGENDAへの一部譲渡に関連して、構造改革費用として33億4800万円の特別損失を計上した他、GENDA SEGA Entertainmentの2021年3月期においても、セガアミューズメント施設事業部とAGスクエアとの統合後では最大となる、約23億円の営業赤字並びに約126億円の最終赤字を計上した。主要アーケードゲームメーカー系の企業でアミューズメント施設事業から撤退した企業は、2002年に運営子会社であったケイエイオー全株式をアムリードへ譲渡して撤退したコナミ（後のコナミホールディングス、アーケードゲーム事業は2016年11月にコナミアミューズメントへ移管）に次いで、セガグループが2社目となった。
2021年12月1日付で、台湾の現地法人である台灣聚思怡股份有限公司（株式会社GSE台湾）が、セガの台湾法人であるSEGA AMUSEMENTS TAIWAN LTD.から台湾におけるアミューズメント施設事業を譲受した。SEGA AMUSEMENTS TAIWAN LTD.が運営していた3店舗（PLUS SEGA林口三井、SEGA WORLD大江、CLUB SEGA老虎城）は、台灣聚思怡股份有限公司への運営移管後も、日本国内と同様にセガブランドを継続して使用する。
2022年1月28日付で、セガが保有していた株式14.9%をGENDAが取得してGENDAの完全子会社となったと同時に、商号を株式会社GENDA GiGO Entertainmentに変更した。全店舗の屋号も2022年3月9日に「セガ池袋」から「GiGO池袋1号館」へ変更するのを皮切りに、1年半かけて順次「セガ」から「GiGO」への変更を行い、「GiGO」への変更は2023年6月までに完了した。GENDAの片岡尚会長は自身のTwitterにて「GiGO」への屋号変更について触れ、「まず池袋、秋葉原、新宿から屋号変更を行い、順次全国において屋号変更を行う」「店舗名はGiGO○○とする」とコメントした。商号変更後の2022年2月25日に「セガワールド静岡」（静活ボウリングビル）跡地のビル「ARTIE」にオープンした「セガ静岡」は、土地所有者である静活との契約上でセガブランドとして開業したが、GENDA GiGO Entertainmentは「当社はセガワールド静岡閉店時点で、静活とARTIEに入居する契約を締結しており、セガも承知している」「セガ静岡もGiGOブランドへの変更対象となる」とコメントした。「セガ静岡」はセガブランドとしては最後の出店となったと同時に、「セガ静岡」自体も同年11月18日に「GiGO静岡」へ店舗名が変更された。決算期を変更した初年度である2022年1月期は、費用を削減するなどした結果、約23億円の最終黒字となった。
セガとの資本関係解消後は、M&Aや新規事業の開始などを行っており、2022年1月31日付で、「宝島」「あそびのひろば」を運営している株式会社宝島の全株式を取得し、宝島を完全子会社化したが、同年5月1日付で宝島を吸収合併した。これにより、GENDAグループが展開するアミューズメント施設は200店舗を超える事になった。同年5月には自社ブランドによるプライズ「GiGO PRIZE（ギーゴプライズ）」を立ち上げ、同年6月から展開を開始した。同年9月26日には、茨城県を地盤とする株式会社エービスがら、アミューズメント施設運営事業を吸収分割により譲受した。2023年12月26日には、東北地方を地盤とする株式会社ワイ・ケーコーポレーションから、アミューズメント施設運営事業を吸収分割により譲受した他、2024年2月1日付でプレビの株式の82.45%を取得した上で、プレビを子会社化したが、プレビは同年4月26日にGENDA GiGO Entertainmentの100%子会社となった後、同年6月1日付でGENDA GiGO Entertainmentに吸収合併された。
GENDA GiGO Entertainmentは民事再生手続中のスガイディノスの民事再生スポンサーに名乗りを上げ、GENDAの片岡尚会長は2022年6月7日に自身のTwitterにてスガイディノスの民事再生スポンサーに名乗りを上げた事を公表した。7社による競争入札の結果、GENDA GiGO Entertainmentはスガイディノスとの民事再生スポンサーにおける交渉権を獲得。2022年7月25日にスガイディノスと事業譲渡契約を締結した。GENDA GiGO Entertainmentによるスガイディノスの再生スキームは、最初に新会社である株式会社ディノスシネマを設立する。同年10月1日付でゲームセンター、ボウリング事業をGENDA GiGO Entertainmentが譲受し、映画館事業も同年10月1日付でディノスシネマがそれぞれ譲受する。10月1日付でシネマサンシャインを運営する佐々木興業の子会社である佐々木総合管理へディノスシネマの株式の85.1％を譲渡し、2社で共同運営するというスキームとなる。GENDA GiGO Entertainmentは、「ディノスパーク」「でぃのぱ!」で展開していたゲームセンター11店舗、ボウリング場である「ディノスボウル」5店舗、「THE GOLF BAR ナイスショット」1店舗の17店舗を同年10月1日付でスガイディノスから譲受した。スガイディノスから譲受した17店舗は、GENDA GiGO Entertainment直轄による運営となった。スガイディノスから譲受した店舗では、スガイディノスが行っていたサービスは維持される他、SDエンターテイメント運営時代から行っていた「ハッピー雪ミク祭り」も、北海道内のGENDA GiGO Entertainment店舗限定で継続する。
店舗情報はGENDAの完全子会社化後も、セガ製品情報サイトにもGENDA GiGO Entertainmentの公式サイトへリンクする形で掲載されていたが、2023年にセガ製品情報サイトからGENDA GiGO Entertainmentの公式サイトへのリンクは削除された。なお、宝島（イオンスタイル新浦安を除く）から譲受したゲームセンターに関しては、「GiGO」へのブランド変更は行わず、店舗名は維持されている。北海道に所在する宝島函館店とスガイディノスから譲受したディノスパーク10店舗、ディノスボウル5店舗、エービスから譲受した「AMジャムジャム」3店舗の計19店舗は、2023年9月23日に「ディノスパーク苫小牧」「ディノスボウル苫小牧」から「GiGOイオンモール苫小牧」「GiGOBOWLイ オンモール苫小牧」へ変更したのを皮切りに、同年12月までの間にかけて順次「ディノス」「AMジャムジャム」から「GiGO」へのブランド変更を実施した。

## 沿革
- 2004年4月1日 - 株式会社セガ ビーリンクとして設立。同時に株式会社セガ アミューズメントから「Bee」、「BeeRUSH」、「KABURA」の運営を移管。
- 2012年10月1日 - 株式会社AGスクエアを吸収合併し、かつ株式会社セガからアミューズメント施設事業部を分割して吸収合併の上、商号を株式会社セガ エンタテインメントに変更。セガから東京ジョイポリス・梅田ジョイポリスを除くアミューズメント施設の運営、アーケードゲーム機のレンタル業務を再移管。
- 2013年3月18日 - 三菱商事の子会社である株式会社ロイヤリティ マーケティングのポイントサービスであるPontaのサービスを開始[54]。
- 2015年4月1日 - セガサミーグループ再編に伴い、セガホールディングスの子会社となる[55][56][57][58]。
- 2016年
  - 2月15日 - 交通系電子マネーによるゲームプレイ代金決済を、クラブセガ新宿西口店で試験導入開始[59]。
  - 3月1日 - セガ エンタテインメントの会社分割を実施し、「Bee」、「BeeRUSH」、「KABURA」ブランドのダイニングエンタテインメント施設の企画・運営、飲食店施設の企画・運営、ダーツアクセサリー等の販売事業を、同年1月18日に設立した株式会社ビーリンクに吸収分割かつ移管[6]。
  - 4月 - 企業ロゴを独自のロゴから、セガホールディングス、セガゲームス、セガ・インタラクティブと同様のSEGAロゴに変更。
- 2017年10月17日 - PCやスマートフォンで操作するオンラインクレーンゲームを、同年12月から開始することを発表し[60]、同年12月15日より「セガキャッチャーオンライン」としてサービス開始[61]。
- 2018年
  - 5月1日 - 本社所在地をカナルサイドビルから大田区大森本町にある住友不動産大森パークビル7Fへ移転[62]。
  - 10月1日 - 本店所在地をセガホールディングス羽田1号館・2号館から住友不動産大森パークビル7Fへ移転。
- 2020年12月30日 - 株式の一部譲渡に伴い、GENDAの連結子会社となる。同時に商号を株式会社GENDA SEGA Entertainmentへ変更[14]
- 2021年
  - 2月3日 - 「セガキャッチャーオンライン」を「GOTON!」へリニューアル[63]。
  - 9月29日 - 「GOTON!」の実店舗第1号店を東京ドームシティ黄色いビルに開業[64]。
  - 12月1日 - 台湾子会社の台灣聚思怡股份有限公司（株式会社GSE台湾）が、セガの台湾子会社であるSEGA AMUSEMENTS TAIWAN LTD.からアミューズメント施設事業を譲受[20][22]。
- 2022年
  - 1月28日 - セガが保有していた株式の譲渡に伴い、GENDAの完全子会社となる。同時に商号を株式会社GENDA GiGO Entertainmentへ変更[23]。
  - 1月31日 - 「宝島」「あそびのひろば」を展開している株式会社宝島の全株式を取得し、宝島を完全子会社化[31]。
  - 3月9日 - 「セガ」から「GiGO」へのリブランド第1号店として「GiGO池袋1号館」がオープン[26]。「GOTON!」を「GiGO ONLINE CRANE」へリニューアル[65][66]。
  - 5月1日 - 宝島を吸収合併[34]。
  - 5月19日 - 自社ブランドによるプライズ「GiGO PRIZE（ギーゴプライズ）」を立ち上げ、同年6月11日から展開を開始[35]
  - 7月25日 - スガイディノスと事業譲渡契約締結[45][46]。
  - 9月5日 - 本社所在地を大森パークビル7階から東京汐留ビルディング17階へ移転[67]。
  - 9月26日 - 株式会社エービスからアミューズメント施設運営事業を吸収分割により譲受[36]。
  - 10月1日 - スガイディノスからゲームセンター事業並びにボウリング事業を譲受[45][46]。
- 2023年
  - 9月1日 - 経営破綻したワスド株式会社から「デジちゃいむ」事業を譲受[68]。
  - 12月26日 - 株式会社ワイ・ケーコーポレーションから、アミューズメント施設運営事業を吸収分割により譲受[37][38]。
- 2024年
  - 2月1日 - プレビ株式会社を子会社化[39]。
  - 5月1日 - GENDAからKiddleton, Inc.全株式の譲渡を受ける[41][42]。
  - 6月1日 - GENDA Gamesからミニロケ事業を吸収分割により移管。プレビを吸収合併[41][42]。
- 2025年
  - 3月1日 - 阪和興業よりハローズの全株式を取得し同社を子会社化[69]。
  - 4月1日 - 株式会社ゲームグースを子会社化[70]
  - 4月28日 - 子会社ハローズを吸収合併[71]。
  - 5月1日 - エスアイアミューズメントの全株式を取得し同社を子会社化[72]。
  - 5月8日 - 平和堂より株式会社ユーイングの全株式を取得し子会社化[73][74]。
  - 7月1日 - 株式会社ユーイングと株式会社ゲームグースを吸収合併[75]。

## 展開している店舗
かつては店舗形態により複数のブランドを使い分けて展開していた。2010年代以降出店の店舗は店舗形態によらず「セガ」ブランドに統一されており、既存店舗についても改装と同時にセガブランドに順次変更していた。2022年1月にGENDAの完全子会社となったのに伴い、同年3月以降は店名に「セガ」を冠している店舗が順次「GiGO」ブランドへ転換された。エービスから譲受した店舗は2023年11月に「アミューズメントジャムジャム」ブランドから、スガイディノスから譲受した店舗は2023年9月から12月までにかけて「ディノス」ブランドから、ワイ・ケーコーポレーションから譲受した店舗は2024年4月に「SUPER NOVA」ブランドからそれぞれ「GiGO」ブランドへ変更された。2022年10月にエービスとスガイディノスからアミューズメント施設運営事業を譲受して以降は、展開している店舗は「GiGOグループのお店」と総称している。GiGOグループは、店舗形態を都市型店舗・ショッピングセンター型店舗・ロードサイド型店舗に区分しており、各店舗形態に合わせた店舗運営を行っている。
なお、奈良県・和歌山県の2県には店舗は存在しない。
大阪市阿倍野区にある「GiGOあべのアポロ 3F」は、1972年7月のあべのアポロ開業と同時に「アポロベガス」として開業した店舗であり、GENDA GiGO Entertainmentが運営している店舗では最古参の店舗である。また、セガ・エンタープライゼス時代から運営している店舗でもある。なお、あべのアポロ4階にある「GiGOあべのアポロ 4F」は、2022年11月にGiGOへの転換と同時に増設開業した店舗である。
Pontaポイントサービスは、当初は首都圏の3店舗で開始したが、2013年7月1日からは全国でのサービスとなった（一部店舗や宝島・エービス・スガイディノスから移管された店舗は除く）。電子マネー対応店舗は、2018年8月現在で70店舗に拡大している。ディノスボウルにおいて利用可能であったSDバリューカードのポイント利用や会員割引に関しては、2023年3月31日を以って終了した。

### 現在の店舗ブランド

#### アミューズメント施設
- GiGO - 主力ブランド。由来は「Get into the Gaming Oasis」（ゲームのオアシスに飛び込め！）の略[24]。2022年1月28日のGENDA GiGO Entertainmentへの商号変更に伴い、セガ池袋からGiGO池袋1号館への転換を皮切りに、2022年3月から約1年半かけて「セガ」「セガワールド」「セガアリーナ」「ハイテクランドセガ」「クラブセガ」の5ブランドからの転換を実施した他、スガイディノスから譲受した店舗は2023年9月から3カ月かけて「ディノスパーク」「でぃのぱ!」の2ブランドからの転換を実施した。「セガ」からのブランド転換は2023年6月に、「ディノス」からのブランド転換は同年12月に全店舗のブランド転換を完了した。
- 宝島/あそびのひろば/アミューズメントエース/ムトス/ソニックビーム - 以前は日本ユニカ→UCOが運営していた。UCOの経営危機により2013年9月以降は株式会社宝島の運営となっていたが、2022年5月に宝島を吸収合併した事に伴い、GENDA GiGO Entertainment直轄による運営となった。
- アミューズメントPLABI/こころっこ/あひるのたまご /南ASOBI諸島 - 以前はプレビが運営していたが、2024年6月にプレビを吸収合併した事に伴い、GENDA GiGO Entertainment直轄による運営となった。
- THE GOLF BAR ナイスショット - 以前はSDエンターテイメント→スガイディノスが運営していたが、スガイディノスの民事再生手続により、GENDA GiGO Entertainmentが譲受した上でGENDA GiGO Entertainment直轄による運営となった。
- 室内ゆうえんちユーイング - 以前は平和堂子会社の株式会社ユーイングが運営していたが、GENDA GiGO Entertainmentが2025年5月に全株式を譲受後同年7月に吸収合併し、GENDA GiGO Entertainment直轄による運営となった。
- ガチャガチャシティ - 同上。

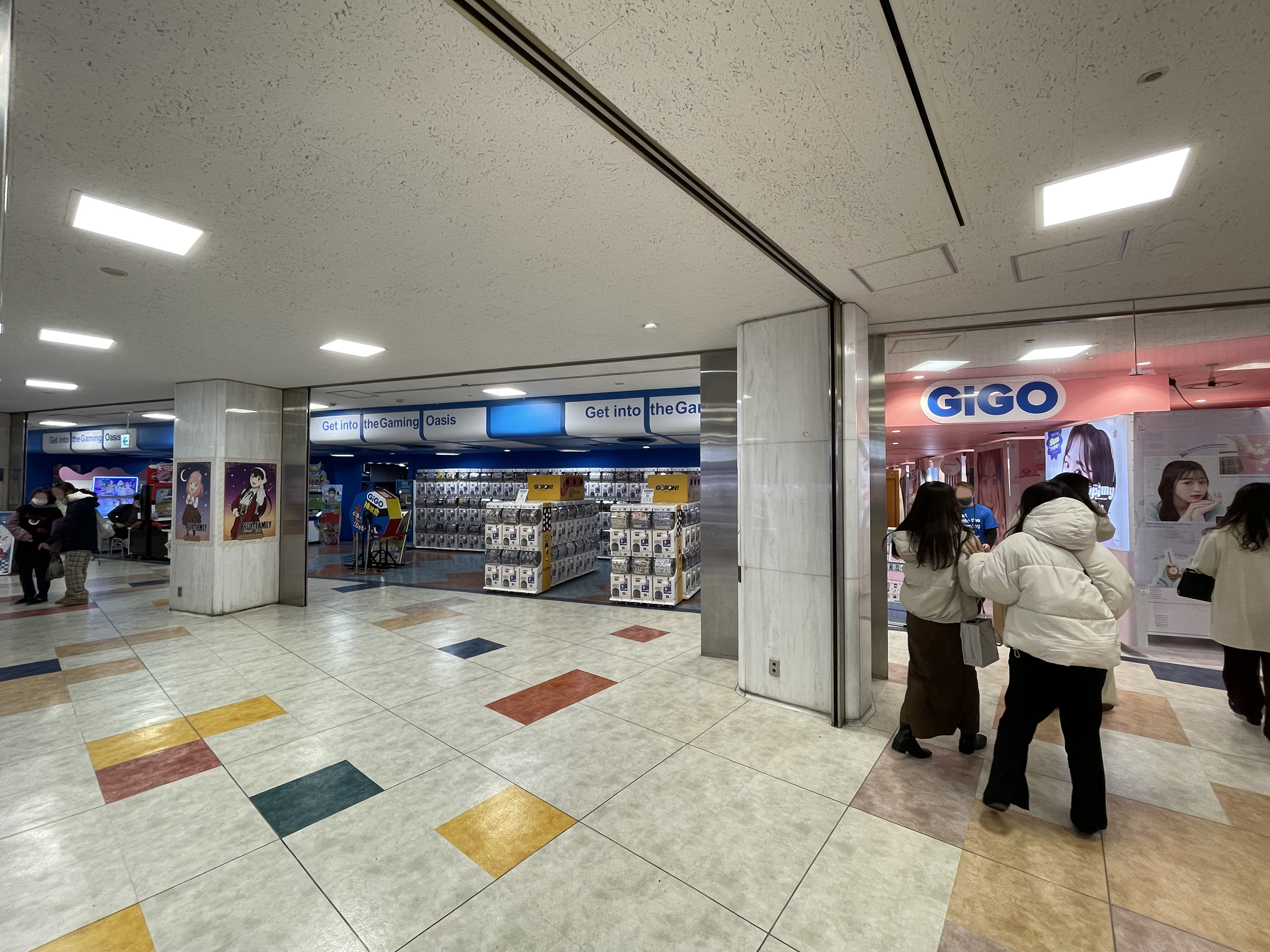
GiGOあべのアポロ 3F（大阪府大阪市阿倍野区）
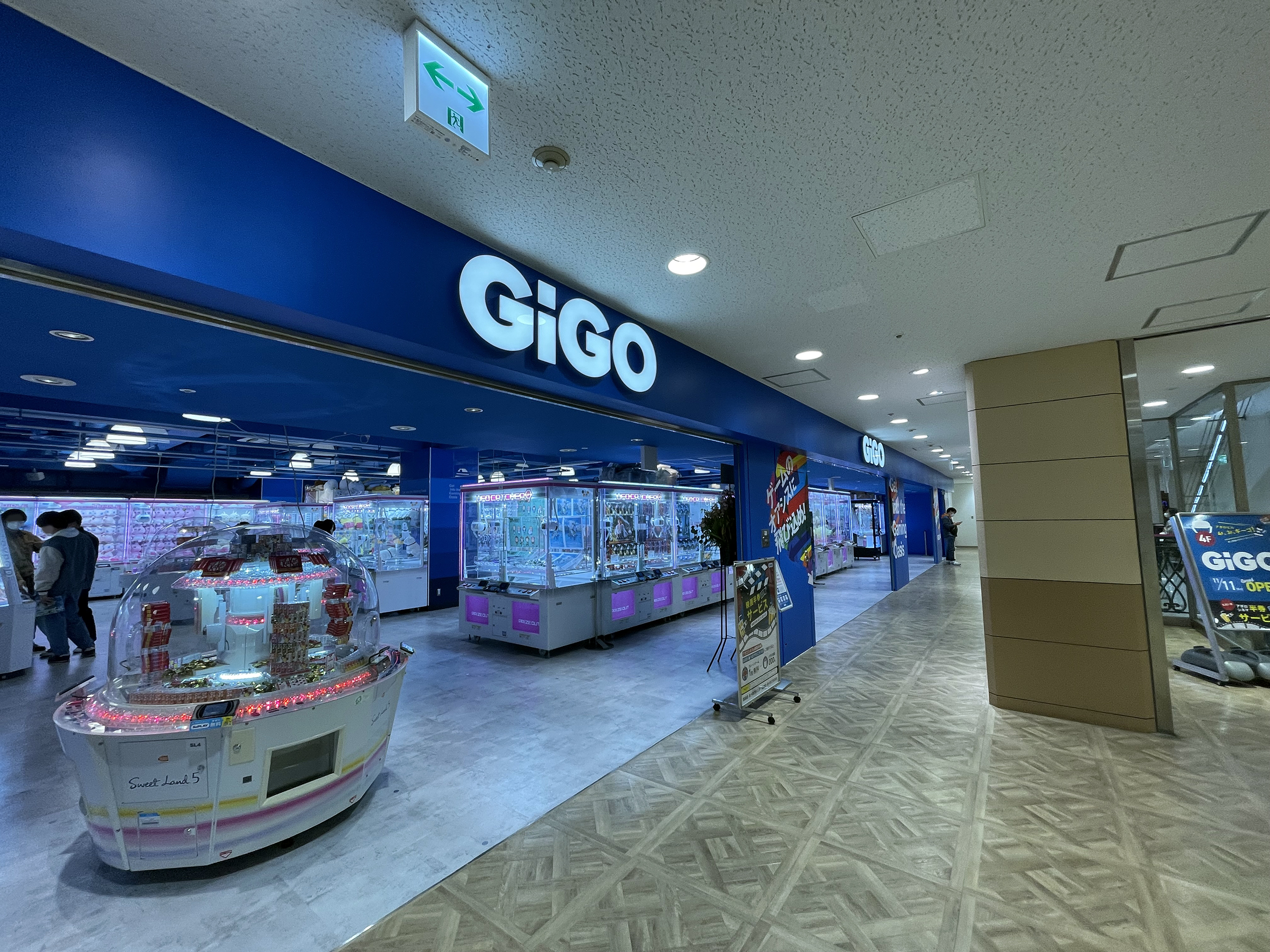
GiGOあべのアポロ 4F（大阪府大阪市阿倍野区、かつてはタイトーFステーションあべのアポロ店）
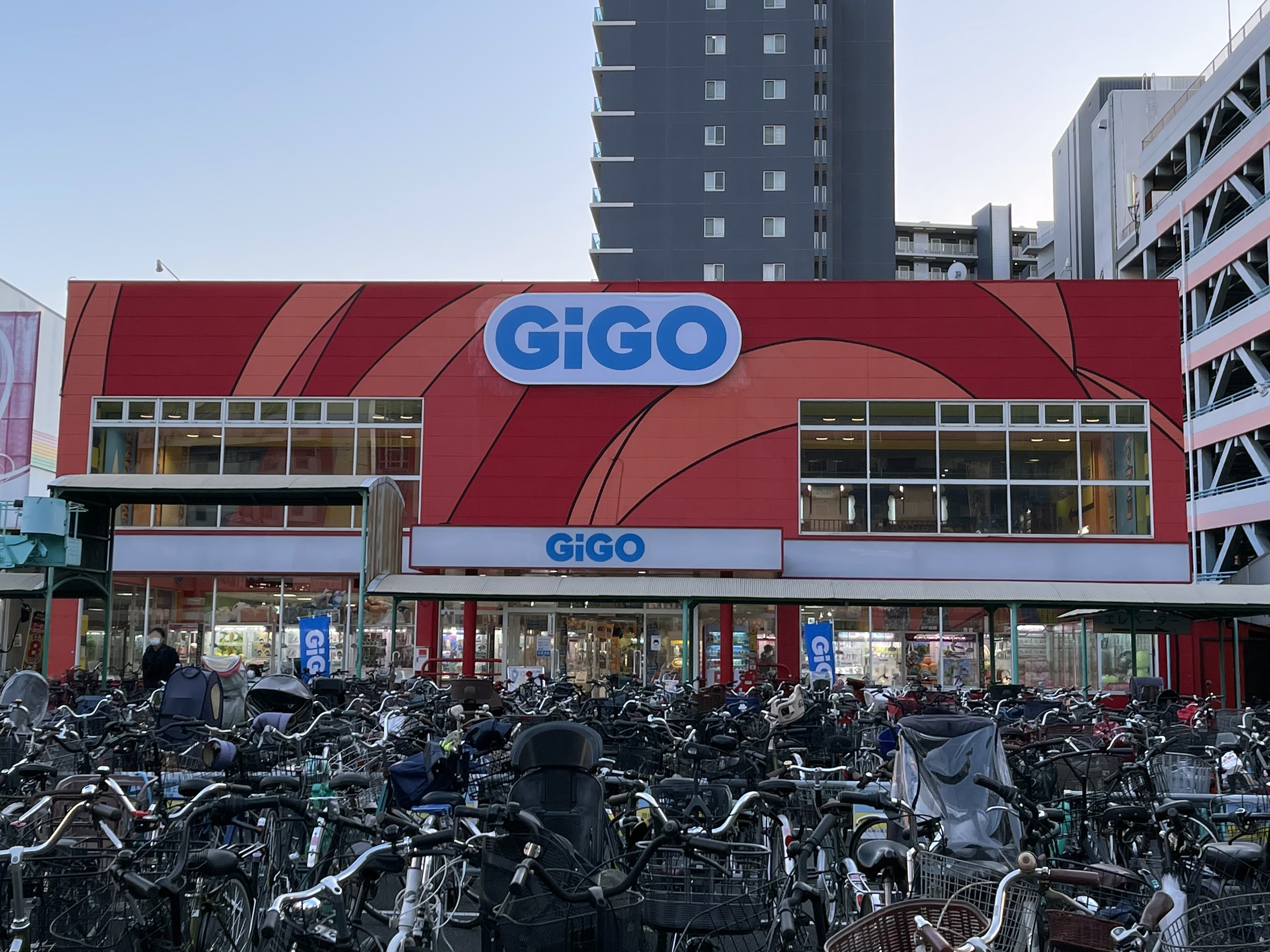
GiGO今福（大阪府大阪市鶴見区）
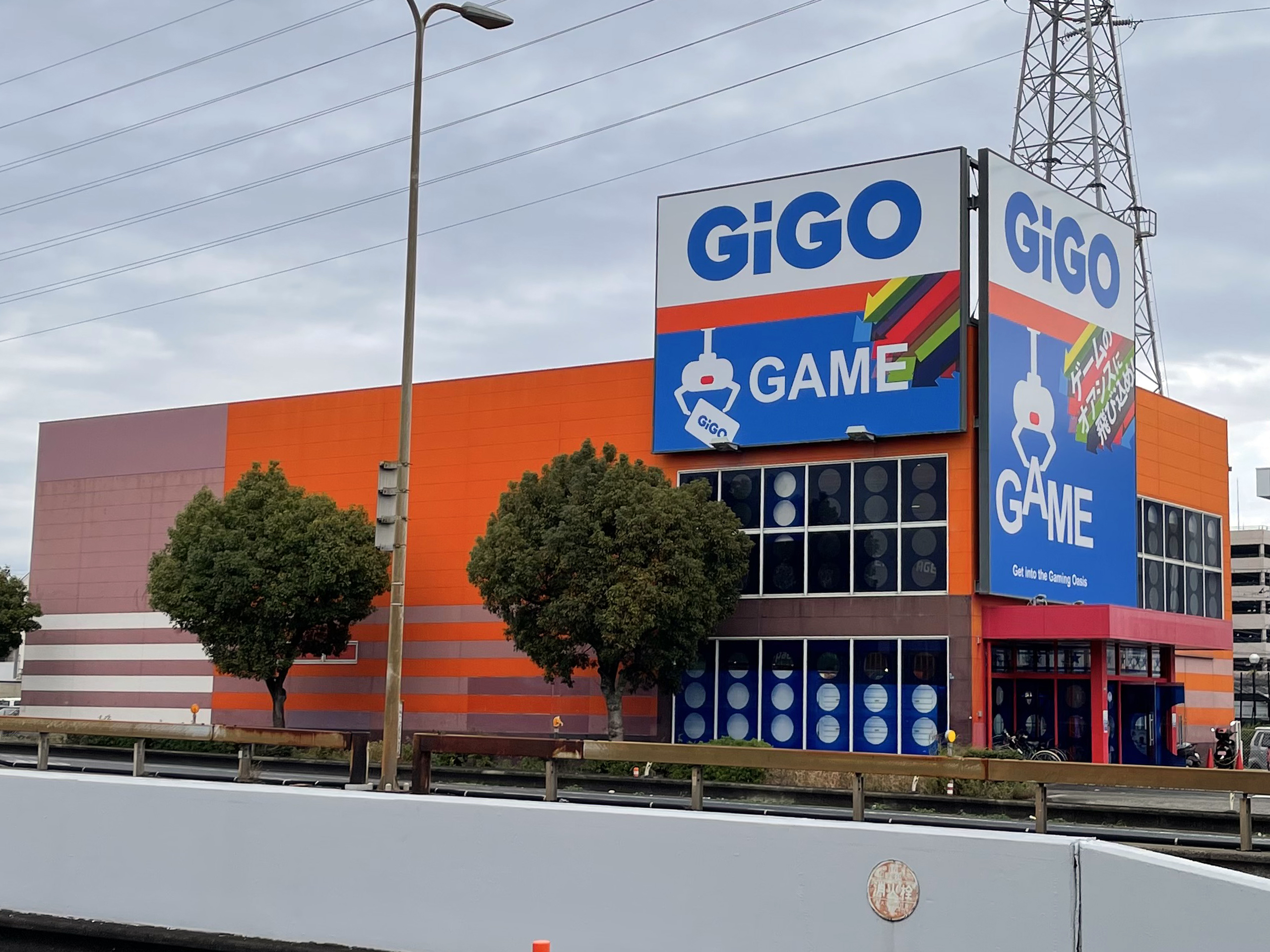
GiGO和泉（大阪府和泉市）
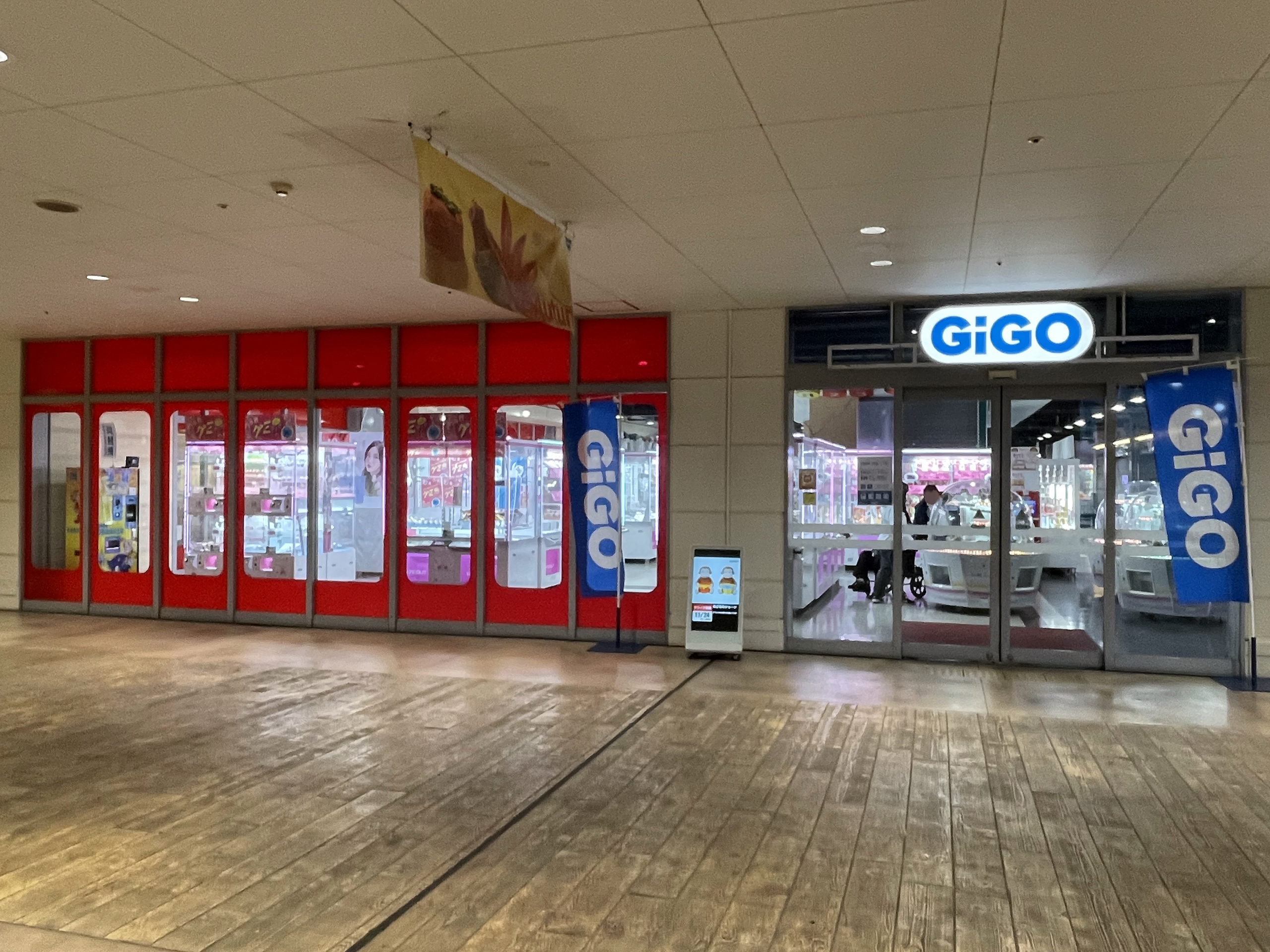
GiGOフレスポ東大阪（大阪府東大阪市）

#### コラボカフェ・ファストフード
- GiGOコラボカフェ/セガコラボカフェ
- GiGOのたい焼き

#### ボウリング
- GiGO BOWL
- ラピュタボウル - 以前はユーイングが運営していたが、2025年7月に吸収合併したことに伴い、GENDA GiGO Entertainment直轄による運営となった。

#### 屋内遊び場
- キッズスマイル - 以前はプレビが運営していたが、2024年6月に吸収合併したことに伴い、GENDA GiGO Entertainment直轄による運営となった。
- キッズパラダイス - 以前はユーイングが運営していたが、2025年7月に吸収合併したことに伴い、GENDA GiGO Entertainment直轄による運営となった。

#### 映画館
- シネマサンライズ - 以前はプレビが運営していたが、2024年6月にプレビを吸収合併した事に伴い、GENDA GiGO Entertainment直轄による運営となった。佐々木興業とGENDA GiGO Entertainmentの共同出資によるディノスシネマが運営しているディノスシネマズとは異なり、GENDA GiGO Entertainment直轄による運営となる。

| 劇場名           | 所在地       | 併設施設        | 開館日        | 規模              | 備考     |
| ---------------- | ------------ | --------------- | ------------- | ----------------- | -------- |
| シネマサンライズ | 茨城県日立市 | SEA MARK SQUARE | 2020年3月19日 | 1スクリーン 352席 | [ 注 4 ] |

#### 保育
- ママスマイル - 以前はプレビが運営していたが、2024年6月にプレビを吸収合併した事に伴い、GENDA GiGO Entertainment直轄による運営となった。

### 過去の店舗ブランド
- コスプレプリントシールスタジオ「くるチェン!」 - 2016年1月31日の新宿ALTA店閉店を以って消滅。
- でこぼこモーターズ - 2017年4月9日のトレッサ横浜店閉店を以って消滅。
- でこぼこクレーンカンパニー - 2017年5月7日閉店｡
- 岡山ジョイポリス - 2018年9月6日閉店。
- AGスクエア・AG BOWL - 旧・株式会社AGスクエアより移管。2019年10月までにセガブランドに転換。
- セガ ソニック鉄道 - 2022年1月10日閉店[81]。
- KidsBee
- やわらかシロコッペ
- Peccone
- SweetsSpoon*
- セガボウル
- SEGA VR AREA
- GiGO（初代）[注 5] - 主に都心の大規模直営店向けに使われた屋号で、由来は英語の「Gimmick（遊）」と「God（神）」を合わせた造語であり、常に新しい遊びを提供しようという意味が込められていた[82][83]。初号店は1992年9月16日に東京・六本木のアイビス共同ビル1～4階に開店した「六本木GIGO」[注 6][82]。六本木以外にも秋葉原・池袋・岐阜・心斎橋・広島・天神に店舗が存在したが、秋葉原・池袋はセガブランドに転換し、それ以外の店舗は閉店。池袋店についてはセガブランドの「セガ池袋GiGO」となり店名にGiGOの名が残されたが、2021年9月20日に閉店しGiGOの名は一旦消滅した[83][注 7]。
- セガアリーナ - 主に郊外の大規模直営店向けのブランドであったが、2022年12月10日にセガアリーナ中間がGiGO中間へ転換されたのを最後に消滅[84]。
- セガ - 2010年代以降はこのブランドのみを使用していたが、2023年2月16日にセガアミュプラザくまもとがGiGOアミュプラザくまもとへ転換されたのを最後に消滅。
- クラブセガ - 主に都心の中規模直営店向けブランドであったが、2023年3月16日にクラブセガ東梅田がGiGO東梅田へ転換されたのを最後に消滅。
- ハイテクランドセガ - 主にフランチャイズ店舗や小規模店向けのブランドであったが、2023年5月21日にハイテクランドセガ立石が閉店したのを最後に消滅[85]。
- VIDEO INN SEGA - ハイテクセガの前身
- セガワールド - 主に郊外の中規模直営店向けブランドであったが、2023年6月11日にセガワールド高山がGiGO高山へ転換されたのを最後に消滅。日本国外では大規模店舗にも使用されたことがあり、特に1996年から1999年までイギリスに存在したセガワールド・ロンドンは、複合娯楽施設『ロンドン・トロカデロ』の地階から6階[注 8]の7フロアを使用した超大型アミューズメント施設として知られていた[86]。
- アミューズメントジャムジャム - 以前はエービスが運営していたが、エービスから吸収分割により譲受した。2023年11月19日にアミューズメントジャムジャム神栖がGiGO神栖へ転換されたのを最後に消滅[53]。
- ディノスパーク/でぃのぱ!/ディノスボウル - 以前はSDエンターテイメント→スガイディノスが運営していたが、スガイディノスの民事再生手続により、GENDA GiGO Entertainmentが譲受した上でGENDA GiGO Entertainment直轄による運営となった。2023年12月16日にディノスパーク札幌手稲並びにディノスボウル札幌手稲がGiGO西友手稲（現在のGiGOイオン札幌手稲駅前ショッピングセンター[注 9]）並びにGiGOボウル西友手稲（現在のGiGOBOWLイオン札幌手稲駅前ショッピングセンター[注 9]）へ転換されたのを最後に消滅[50][53]。
- SUPER NOVA - 以前はワイ・ケーコーポレーションが運営していたが、ワイ・ケーコーポレーションから吸収分割により譲受した。2024年4月26日に全6店舗がGiGOへ転換されたのを最後に消滅。
- ゲームグース - 以前はゲームグースが東京都品川区で1店舗を運営していたが、2025年7月7日に「GiGO武蔵小山」に転換し消滅[89]。
- 以下の店舗は2016年3月1日付で株式会社ビーリンクへ移管。
  - Bee
  - BeeRUSH
  - KABURA

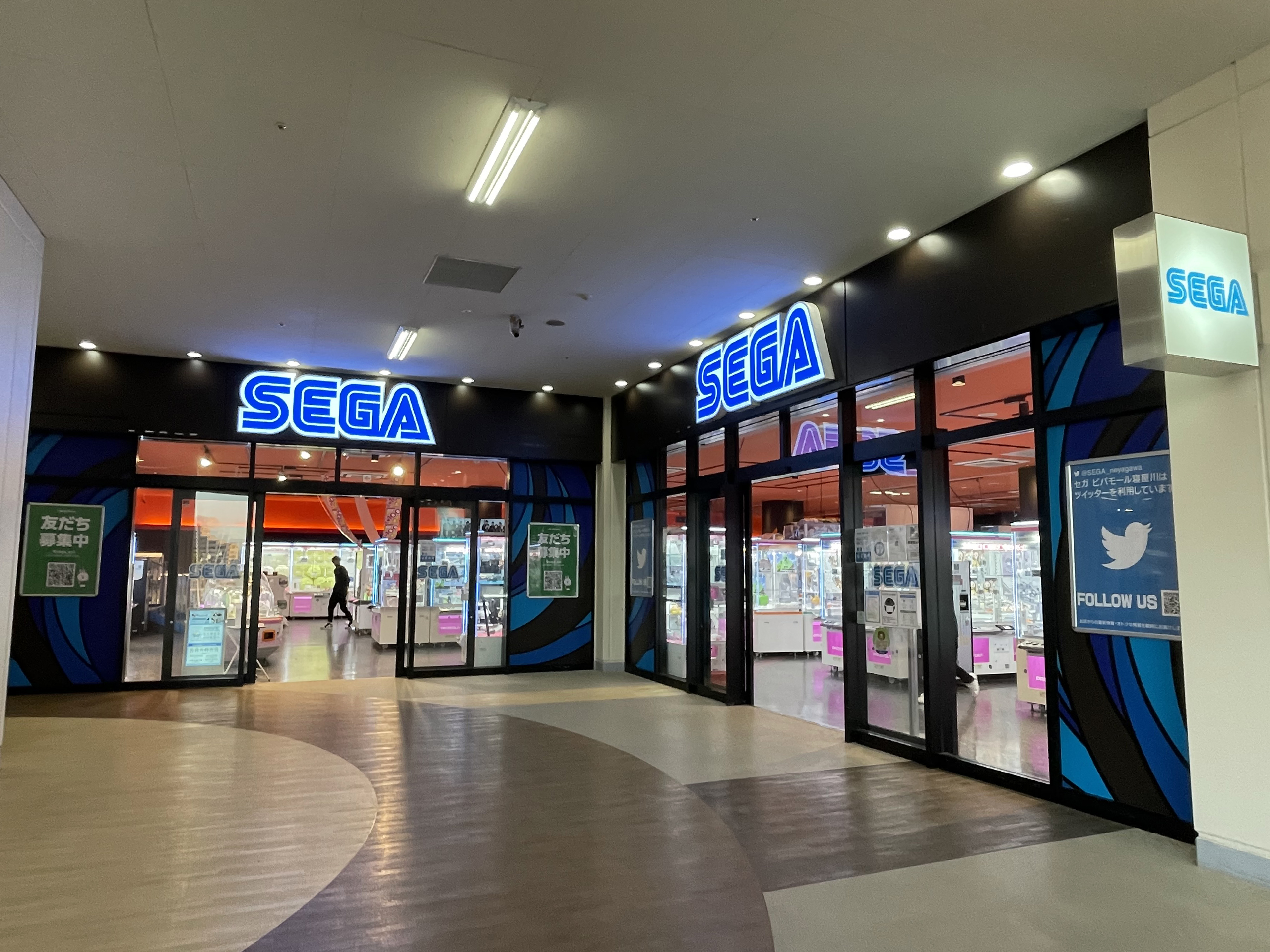
セガ（セガビバモール寝屋川。現在はGiGOビバモール寝屋川）
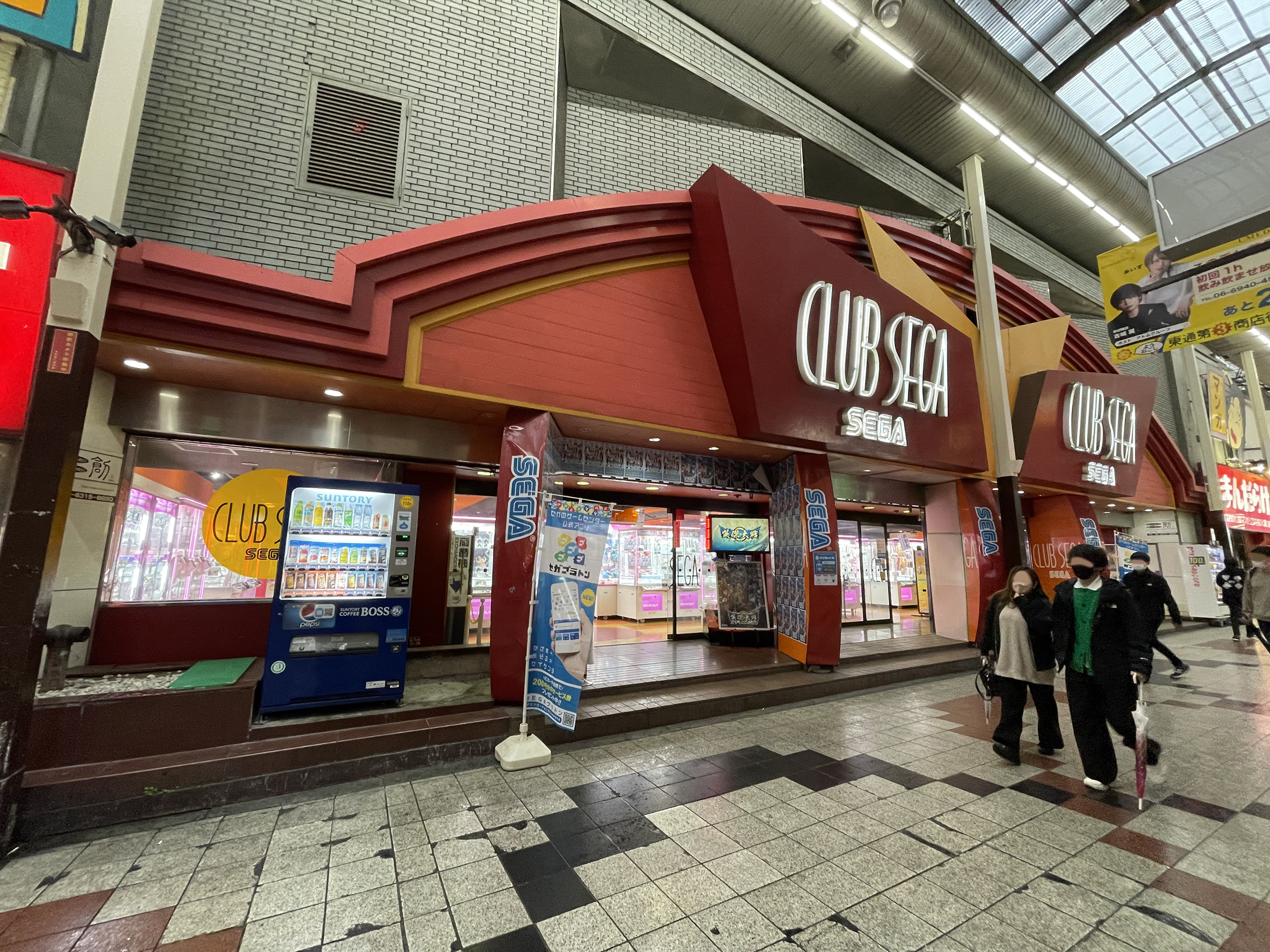
クラブセガ（クラブセガ東梅田。現在はGiGO東梅田）
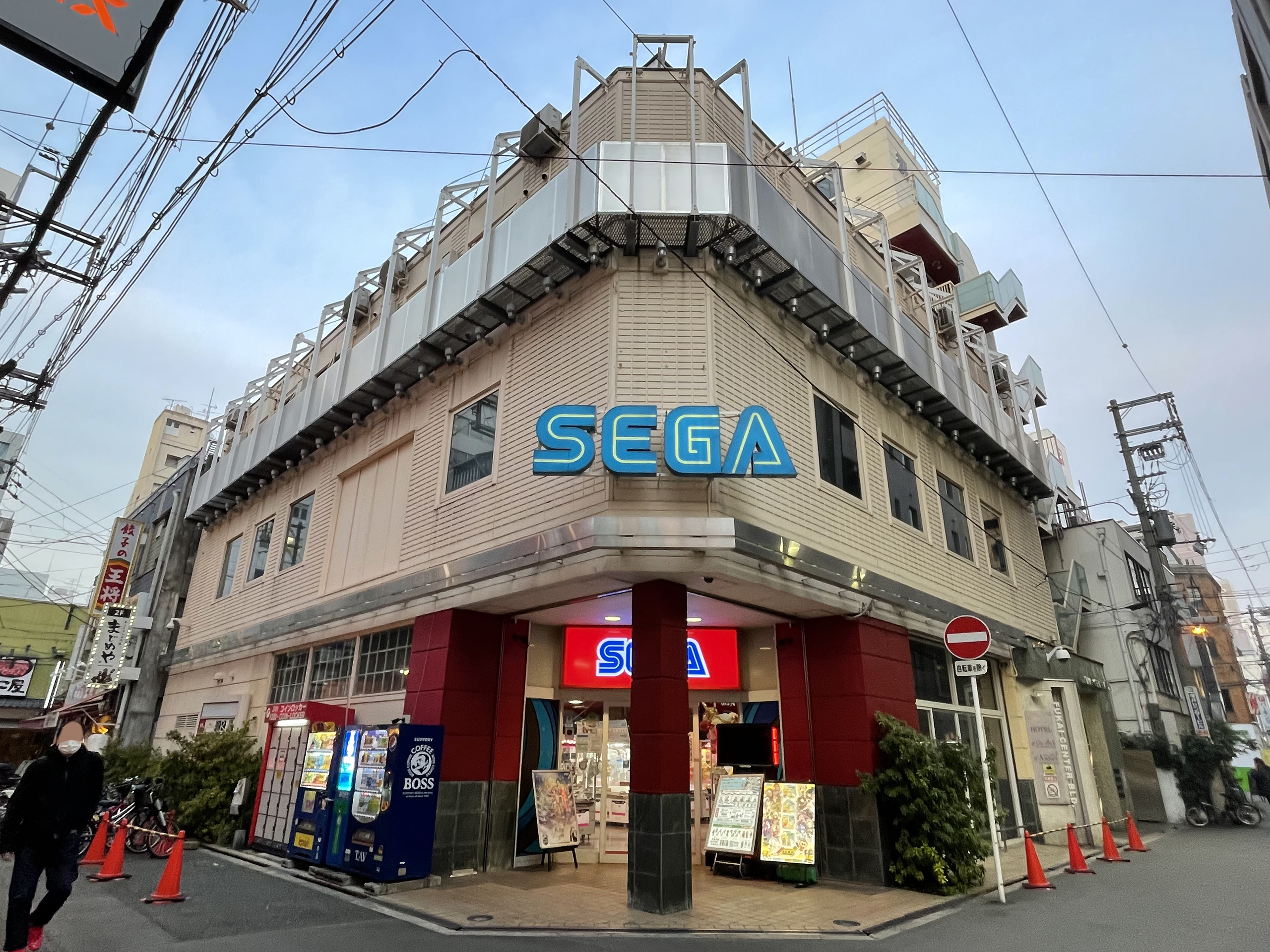
ハイテクランドセガ（ハイテクランドセガ西中島。2023年5月7日閉店）
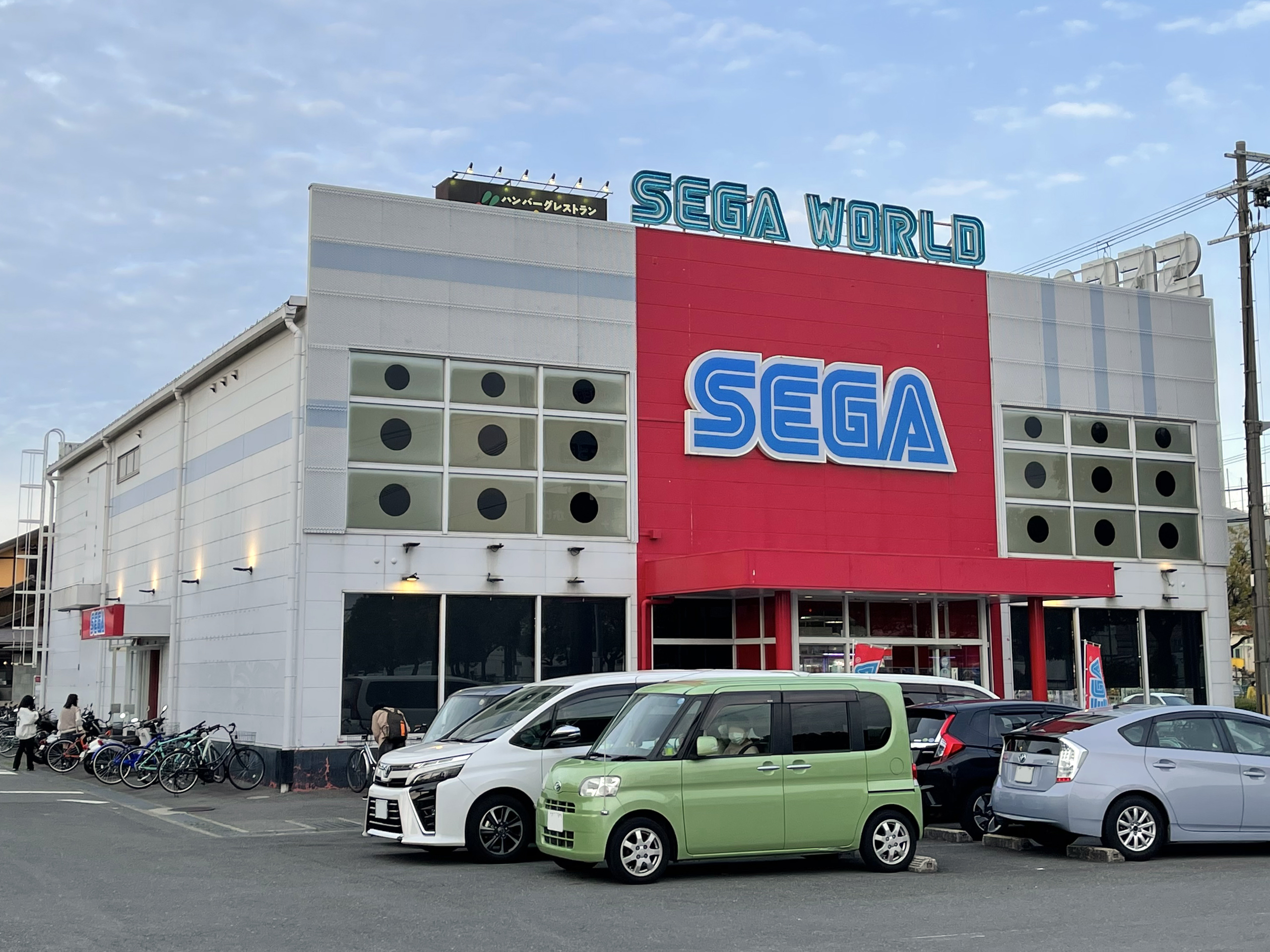
セガワールド（セガワールド枚方。現在はGiGO枚方）
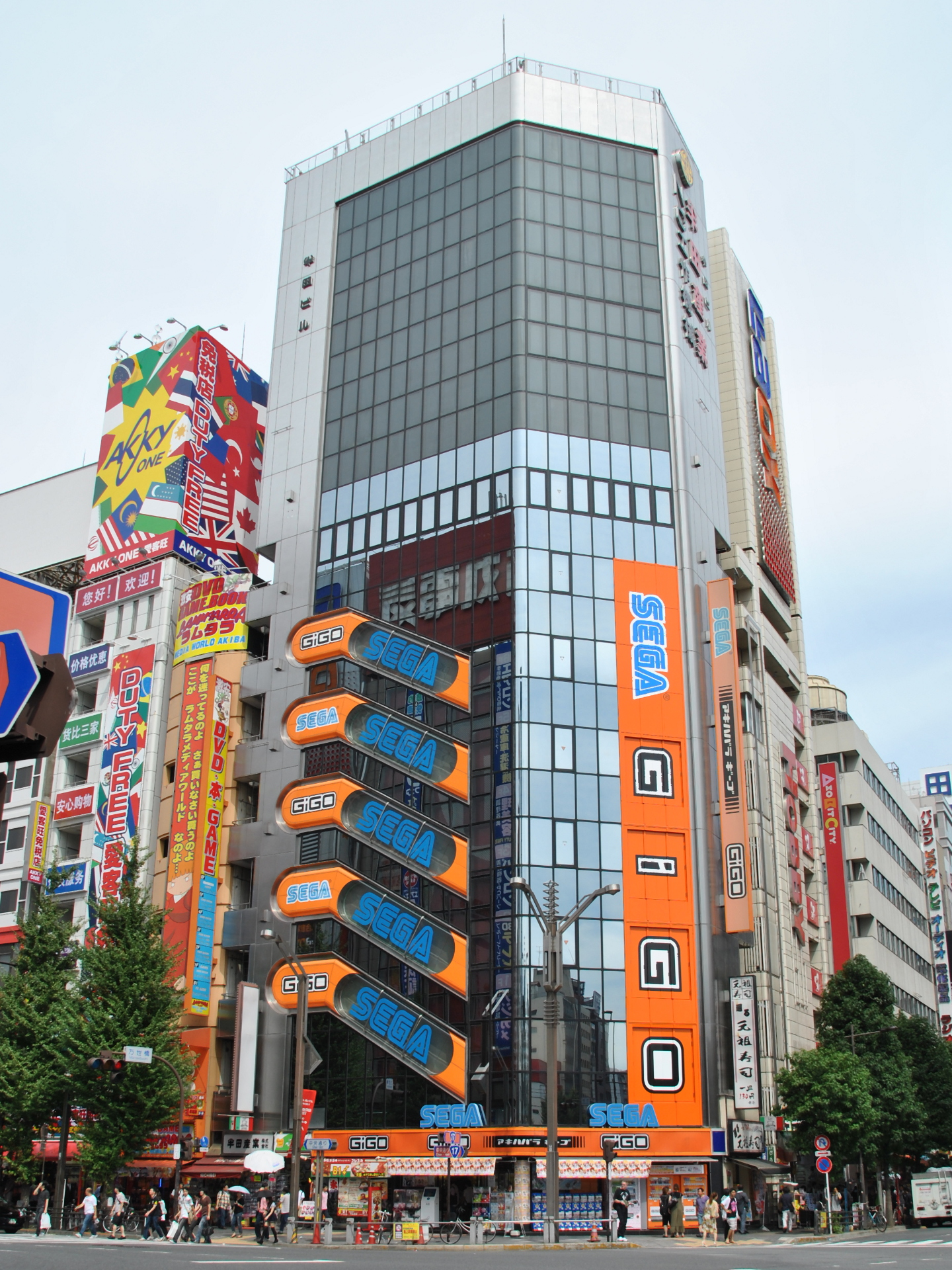
（初代）GiGO（セガ秋葉原GiGO、旧第一家電本店。後にセガ秋葉原2号館に転換されるも2020年8月30日閉店、2023年4月にGiGO秋葉原2号館として再出店）
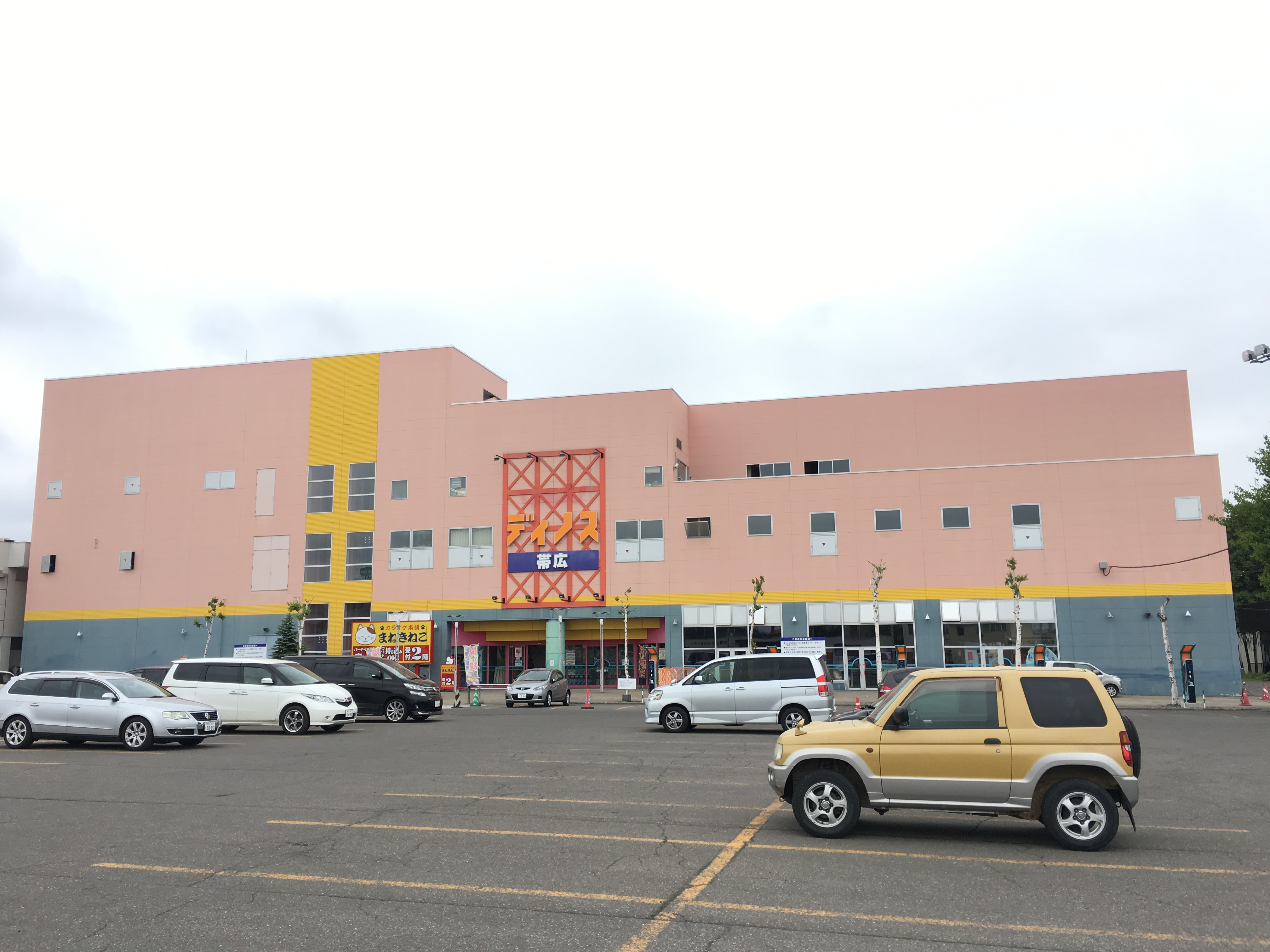
ディノスパーク（ディノスパーク帯広。現在はGiGOドリームタウン白樺）

## 対応する電子マネー
利用できる電子マネーは店舗によって異なる。

### 交通系ICカード乗車券
- 交通系ICカード全国相互利用サービスのうち、PiTaPaを除く9種類が利用可能[90]。
  - Kitaca
  - Suica
  - TOICA
  - ICOCA
  - SUGOCA
  - PASMO
  - manaca
  - はやかけん
  - nimoca

### 商業系電子マネー
- 楽天Edy
- nanaco
- WAON
- PASELI
- iD

## 2000年代後半以降の動向
- 2009年3月期末当日である2009年3月31日には、セガから経営分離される北海道・福島県・千葉県・埼玉県・東京都・静岡県・愛知県・大阪府・兵庫県・広島県・福岡県に所在する15店舗の運営を引き継ぐ新会社として、同年6月1日付で株式会社ES1を新設分割で設立することを発表。対象となった15店舗の内、セガワールド豊橋（2017年1月9日に閉店）・セガワールド松原（2022年11月30日に閉店）・セガワールドソニックタウン甲子園（後にセガららぽーと甲子園→GiGOららぽーと甲子園へ店名変更）の3店舗は後にES1への運営移管対象から除外され、セガ→セガ エンタテインメント→GENDA GiGO Entertainment直営で存続することになった。ES1全株式は設立当日に株式会社スクウェア・エニックス・ホールディングスの子会社である株式会社SPC1号（後の株式会社タイトー〈3代〉）へ譲渡され、同時にES1への移管対象となった12店舗はタイトーステーションに変更された[91]。なお、セガからタイトーへ移管された店舗は、2017年現在でも大半の店舗が営業している。
- 2017年12月より「セガキャッチャーオンライン」の名前でサービスを開始したオンラインクレーンゲームは、同業他社と同様、獲得した景品を宅配にて受け取るサービスとなる。大手アーケードゲームメーカー系列では、2017年秋にサービスを開始したタイトーに次いで2社目となる[60]。サービス名はGENDAグループ入り後、「GOTON!」→「GiGO ONLINE CRANE」へ2回も変更されている。なお、GENDAグループであるGENDA Gamesは「LIFTる。」を手掛けている他、かつて出資していたセガは、2022年4月に「セガキャッチャーオンライン」→「GOTON!」の事実上の代替として「セガUFOキャッチャーオンライン」の運営を開始した。